# Вернон (парафія)
Шаблон:StateAbbr_ 31°07′ пн. ш. 93°11′ зх. д. / 31.11° пн. ш. 93.19° зх. д.
Округ  Вернон (англ. Vernon Parish) — округ (парафія) у штаті  Луїзіана, США. Ідентифікатор округу 22115.

## Історія
Парафія утворена 1871 року.

## Демографія
За даними перепису 
2000 року 
загальне населення округу становило 52531 осіб, зокрема міського населення було 27832, а сільського — 24699.
Серед мешканців округу чоловіків було 27432, а жінок — 25099. В окрузі було 18260 домогосподарств, 13706 родин, які мешкали в 21030 будинках.
Середній розмір родини становив 3,15.
Віковий розподіл населення поданий у таблиці:
| Стать    | До 15 років | 15-21 | 22-29 | 30-39 | 40-49 | 50-65 | 65-85 | Понад 85 |
| -------- | ----------- | ----- | ----- | ----- | ----- | ----- | ----- | -------- |
| Чоловіки | 6923        | 3664  | 4593  | 4542  | 2934  | 2956  | 1701  | 119      |
| Жінки    | 6290        | 2769  | 3663  | 3856  | 3052  | 3121  | 2058  | 290      |

## Суміжні округи
- Начітош — північ
- Рапід — схід
- Аллен — південний схід
- Борегард — південь
- Ньютон, Техас — захід
- Сабін — північний захід

## Виноски
1. ↑  U.S. Decennial Census. United States Census Bureau. Архів оригіналу за 26 квітня 2015. Процитовано 2 вересня 2014.
2. ↑  Historical Census Browser. University of Virginia Library. Архів оригіналу за 11 серпня 2012. Процитовано 2 вересня 2014.
3. ↑  Population of Counties by Decennial Census: 1900 to 1990. United States Census Bureau. Процитовано 2 вересня 2014.
4. ↑  Census 2000 PHC-T-4. Ranking Tables for Counties: 1990 and 2000 (PDF). United States Census Bureau. Процитовано 2 вересня 2014.
5. ↑  State & County QuickFacts. United States Census Bureau. Архів оригіналу за 6 червня 2011. Процитовано 18 серпня 2013.(англ.) Наведено за англійською вікіпедією.
6. ↑  American FactFinder. Бюро перепису населення США. Архів оригіналу за 26 лютого 2012. Процитовано 31 січня 2008.

| США | Це незавершена стаття з географії США. Ви можете допомогти проєкту, виправивши або дописавши її. |